# Dubiaranea decurtata
Dubiaranea decurtata là một loài nhện trong họ Linyphiidae. Loài này được phát hiện ở Bolivia.